# 2020년 북인도양 사이클론
다음은 2020년에 발생하는 열대저기압의 목록이다.

## 설명
- 활동 기간은 미국 날짜로 표시한다.

## 활동한 사이클론

### 벵골 만 (BOB)

#### 제1호 슈퍼 사이클론 엄펀
260km/h(약 140 kts)까지 발달했다.

### 아라비아 해 (ARB)

#### 제2호 매우 강한 사이클론 가티
사이클론 가티는 원래 미국 합동태풍경보센터에서 40kts까지만 발달한다고 했다. 그러나 아래쪽의 저기압과 후지와라 효과를 일으켜 흡수했다. 그래서 27~28 °C의 낮은 수온, 15KJ/cm² 이하의 낮은 해양열용량에서도 Category 3(100kts)까지 발달했다.

## 사이클론 이름
| - 벵골만 제1호 엄펀 - 아라비아해 제1호 니사르가 | - 아라비아해 제2호 가티 - 벵골만 제2호 니바르 | - 벵골만 제3호 부레비 |

## 같이 보기
- 2020년 북대서양 허리케인
- 2020년 동태평양 허리케인
- 2020년 태풍
- 2020~2021년 남서인도양 사이클론
- 2020년 북인도양 저기압